# Laevinus Torrentius

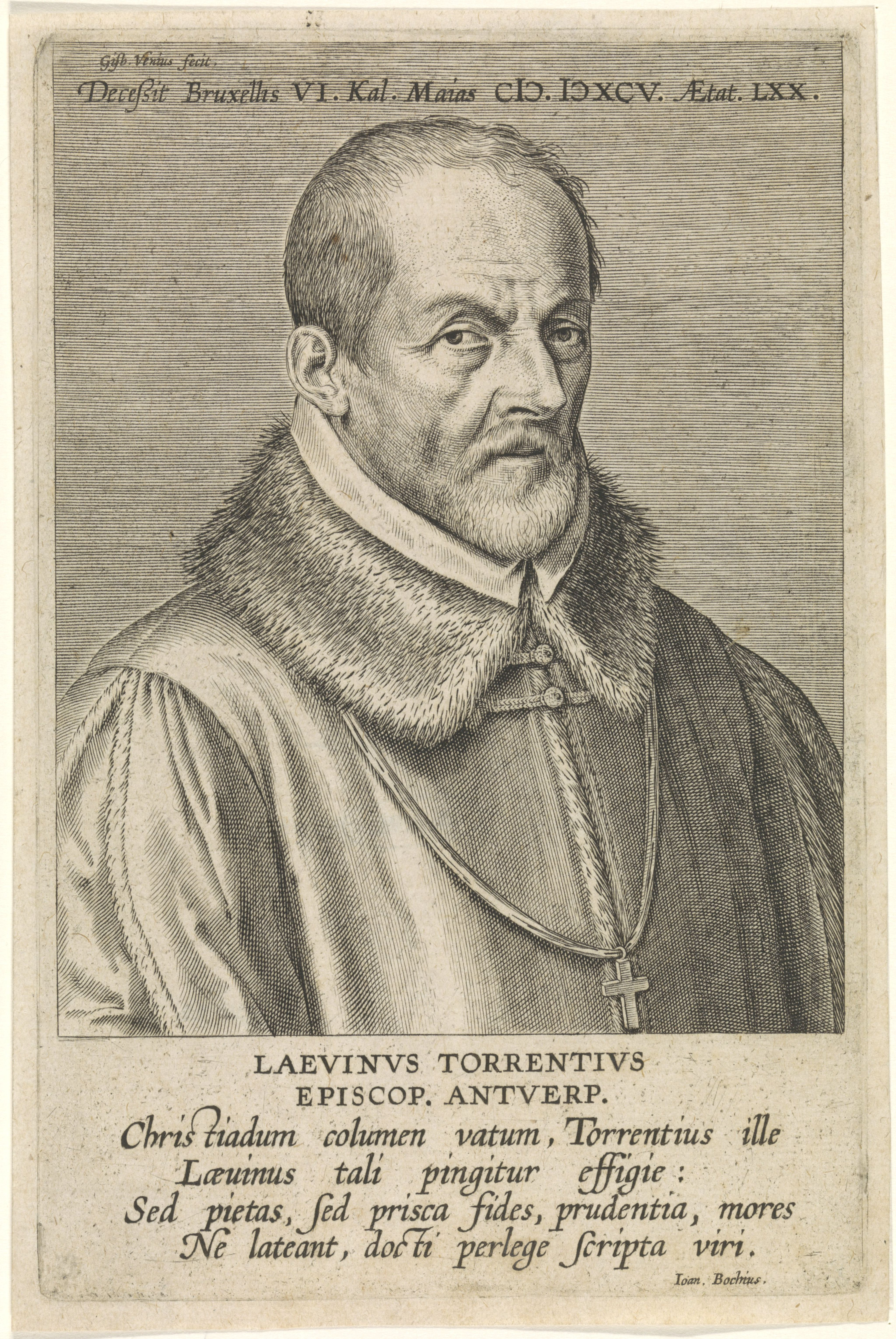
Gravure van Laevinus Torrentius, door Cornelis Galle I naar Gijsbert van Veen met een epigraaf van Joannes Bochius

Laevinus Torrentius of Livinus Torrentius, eigenlijk Lieven van der Beken of Liévin van der Beken, (Gent, 8 maart 1525 - Brussel, 8 april 1595) was een humanist, tweede bisschop van Antwerpen en een Neolatijns dichter.
In zijn jeugd reisde hij naar Rome en werd na zijn terugkomst eerst vicaris-generaal in het prinsbisdom Luik, om in 1576 door Filips II van Spanje te worden aangesteld als bisschop van Antwerpen.  Deze functie kon hij pas in 1587, na de Val van Antwerpen, werkelijk uitoefenen. Hij maakte zich in de letterkundige wereld bekend door verdienstelijke aantekeningen op Suetonius en Horatius, maar vooral als Latijns dichter, meestal over godsdienstige onderwerpen. In zijn Poemata, die te Antwerpen eerst in 1579, later en vermeerderd in 1594 zijn uitgegeven, komt een lofzang voor op Balthasar Gerards, de moordenaar van Willem van Oranje.
Hij werd door Filips II naar voor geschoven om tot aartsbisschop van Mechelen te worden benoemd maar hij weigerde omwille van de te lage bezoldiging. Uiteindelijk werd Matthias Hovius als aartsbisschop geïnstalleerd.

## Selectie uit zijn werk
- Torrentius, L. (1572) Poemata sacra. Antverpiae. (editie van 1572 en uitgebreide editie van 1594 op Google Books)
- Torrentius, L. (1578) In C. Suetonii Tranquilli XII Caesares commentarii. Antverpiae: in officina Plantiniana. (uitgebreide editie van 1592 op Google Books)
- Torrentius, L. (1608) Commentarii in Horatium. Antverpiae.

## Uitgave
De correspondentie van Torrentius werd uitgegeven door Marie Delcourt en Jean Hoyoux:
- Laevinus Torrentius. Correspondance, 3 dln., Luik, 1950-54